# Копа (Аксуский район)
Копа (каз. Қопа) — село в Аксуском районе Жетысуской области Казахстана. Входит в состав сельского округа Барлыбека Сырттанова. Код КАТО — 193267200.

## Население
В 1999 году население села составляло 765 человек (369 мужчин и 396 женщин). По данным переписи 2009 года, в селе проживало 579 человек (278 мужчин и 301 женщина).